# Fergal mac Máele Dúin
Fergal mac Máele Dúin (... – 11 dicembre 722) fu re supremo d'Irlanda. Fergal apparteneva ai Cenél nEógain, clan degli Uí Néill del nord.
Fergal divenne re supremo nel 710, alla morte di Congal Cendmagair dei Cenél Conaill. Fu ucciso nella battaglia di Allen, combattuta contro gli eserciti del Leinster, guidati da Murchad mac Brain, re degli Uí Dúnlainge, e da Áed mac Colggen, re degli Uí Cheinnselaig.
I figli di Fergal, Áed Allán e Niall Frossach, divennero in seguito entrambi re supremi. Sul trono a Fergal succedette Fogartach mac Néill dei Síl nÁedo Sláine, clan degli Uí Néill del sud. Suo figlio Áed Allán gli succedette come re di Ailech e capo dei Cenél nEógain.